# 2010-es fehérorosz labdarúgó-bajnokság (első osztály)
A 2010-es Visejsaja Liha a fehérorosz labdarúgó-bajnokság legmagasabb szintű versenyének 20. alkalommal megrendezett bajnoki éve volt. A pontvadászat 12 csapat részvételével 2010. április 3-án rajtolt és november 21-én ért véget.
A bajnokságot a címvédő BATE nyerte az ezüstérmes Sahcjor Szalihorszk, és a bronzérmes FK Minszk előtt. A bariszavi együttes sorozatban 5., összességében 7. bajnoki címét ünnepelte. Az élvonaltól a korábbi traktorgyári csapat, a Partizan Minszk búcsúzott, helyét az FK Homel foglalta el.
A gólkirályi címet a bajnokcsapat brazil támadó középpályása, Renan Bressan nyerte el 15 találattal, majd megválasztották az Év Játékosá-nak is.

## A bajnokság rendszere
A bajnokságot a zord fehérorosz tél miatt tavaszi-őszi rendszerben rendezték meg. A 12 csapat körmérkőzéses rendszerben mérkőzött meg egymással, amely során minden csapat minden csapattal háromszor játszott: a sorsolásnak megfelelően egyszer vagy kétszer pályaválasztóként, egyszer vagy kétszer pedig idegenben.
A pontvadászat végső sorrendjét a 33 bajnoki forduló mérkőzéseinek eredményei határozták meg a szerzett összpontszám alapján kialakított rangsor szerint. A mérkőzések győztes csapatai 3 pontot, döntetlen esetén mindkét csapat 1-1 pontot kapott. Vereség esetén nem járt pont.
Azonos összpontszám esetén a bajnokság sorrendjét az alábbi szempontok alapján határozták meg:
1. a bajnokságban elért győzelmek száma
2. az egymás ellen játszott bajnoki mérkőzések pontkülönbsége
3. az egymás ellen játszott bajnoki mérkőzések gólkülönbsége
4. az egymás ellen játszott bajnoki mérkőzéseken szerzett gólok száma
5. az egymás ellen játszott bajnoki mérkőzéseken „idegenben” szerzett gólok száma
6. a bajnoki mérkőzések gólkülönbsége
7. a bajnoki mérkőzéseken szerzett gólok száma

A bajnokság győztese lett a 2010-es fehérorosz bajnok, a 12. helyezett csapat egyenes ágon kiesett a másodosztályba, míg a 11. helyezett oda-visszavágós osztályozót játszott a másodosztály ezüstérmesével. A párosítás győztese vett részt a 2011-es első osztályú küzdelmekben.

## Változások a 2009-es szezonhoz képest
A bajnokság létszámát 14 csapatról 12 csapatra csökkentették, így három csapat búcsúzott az élvonaltól és mindössze 1 csapat jutott fel a másodosztályból.
Búcsúzott az élvonaltól
- FK Homel, 14. helyezettjeként
- Hranyit Mikasevicsi, az élvonal 15. helyezettjeként
- FK Szmarhony, az élvonal 16. helyezettjeként

Feljutott az élvonalba
- Belsina Babrujszk, a másodosztály győztese

## Csapatok, stadionok
| Csapat              | Székhely    | Stadion           | 2009        |
| ------------------- | ----------- | ----------------- | ----------- |
| BATE Bariszav       | Bariszav    | Haradszki Stadion | 1.          |
| Belsina Babrujszk   | Babrujszk   | Szpartak Stadion  | 1. (II. o.) |
| Dinama Breszt       | Breszt      | Lakamativ Stadion | 5.          |
| Dinama Minszk       | Minszk      | Dinama Stadion    | 2.          |
| Dnyapro Mahiljov    | Mahiljov    | Szpartak Stadion  | 3.          |
| FK Minszk           | Minszk      | Tarpeda Stadion   | 9.          |
| FK Vicebszk         | Vicebszk    | Központi Stadion  | 10.         |
| Naftan Navapolack   | Navapolack  | Atlant Stadion    | 4.          |
| Nyoman Hrodna       | Hrodna      | Nyoman Stadion    | 7.          |
| Partizan Minszk     | Minszk      | Traktar Stadion   | 11.         |
| Sahcjor Szalihorszk | Szalihorszk | Sahcjor Stadion   | 6.          |
| Tarpeda Zsodzina    | Zsodzina    | Tarpeda Stadion   | 8.          |

## Végeredmény
| #   | Csapat              | M  | GY | D  | V  | G+ – G– | GK  | P  | Megjegyzések                                   |
| --- | ------------------- | -- | -- | -- | -- | ------- | --- | -- | ---------------------------------------------- |
| 1.  | BATE BariszavCV (B) | 33 | 21 | 9  | 3  | 64–18   | +46 | 72 | 2011–2012-es Bajnokok Ligája – 2. selejtezőkör |
| 2.  | Sahcjor Szalihorszk | 33 | 19 | 9  | 5  | 51–23   | +28 | 66 | 2011–2012-es Európa-liga – 2. selejtezőkör     |
| 3.  | FK Minszk           | 33 | 18 | 6  | 9  | 59–32   | +27 | 60 | 2011–2012-es Európa-liga – 1. selejtezőkör     |
| 4.  | Dinama Minszk       | 33 | 17 | 5  | 11 | 49–34   | +15 | 56 |                                                |
| 5.  | Dinama Breszt       | 33 | 12 | 10 | 11 | 48–40   | +8  | 46 |                                                |
| 6.  | Belsina BabrujszkÚ  | 33 | 12 | 9  | 12 | 31–42   | −11 | 45 |                                                |
| 7.  | Naftan Navapolack   | 33 | 11 | 11 | 11 | 41–34   | +7  | 44 |                                                |
| 8.  | Dnyapro Mahiljov    | 33 | 11 | 7  | 15 | 40–53   | −13 | 40 |                                                |
| 9.  | FK Vicebszk         | 33 | 7  | 11 | 15 | 31–52   | −21 | 32 |                                                |
| 10. | Nyoman Hrodna       | 33 | 7  | 10 | 16 | 27–42   | −15 | 31 |                                                |
| 11. | Tarpeda Zsodzina    | 33 | 7  | 7  | 19 | 33–58   | −25 | 28 | Osztályozó                                     |
| 12. | Partizan Minszk (K) | 33 | 5  | 8  | 20 | 24–70   | −46 | 23 | Persaja Liha                                   |

Forrás: football.by (oroszul) 
A rangsorolás alapszabályai: 1. összpontszám, 2. győzelmek száma, 3. egymás elleni eredmények összpontszáma, 4. egymás elleni eredmények gólkülönbsége, 5. egymás elleni mérkőzéseken szerzett idegenbeli gólok száma, 6. gólkülönbség, 7. szerzett gólok száma, 8. idegenben szerzett gólok száma..
Az FK Homel nyerte 2010–2011-es fehérorosz kupát, így a 2011–2012-es Európa-liga 2. selejtezőkörében indult.
(B): Bajnokcsapat, (K): Kieső csapat, (F): Feljutó csapat, (I): Kupainduló, (R): A rájátszás győztese, (KGY): Kupagyőztes

## Eredmények

### 1–22. forduló eredményei
| Hazai \ Vendég1     | BAT | BEL | DBR | DMI | DNY | MIN | NAF | NYO | PMI | SAH | TZS | VIC |
| BATE Bariszav       |     | 2–0 | 1–0 | 1–3 | 3–0 | 1–2 | 1–1 | 0–0 | 6–0 | 2–0 | 1–0 | 4–0 |
| Belsina Babrujszk   | 0–1 |     | 1–0 | 0–2 | 2–1 | 1–0 | 1–0 | 0–2 | 2–0 | 1–0 | 2–0 | 0–0 |
| Dinama Breszt       | 1–4 | 1–1 |     | 1–2 | 2–3 | 2–1 | 0–0 | 4–0 | 1–1 | 1–1 | 3–2 | 5–2 |
| Dinama Minszk       | 0–1 | 3–0 | 2–2 |     | 3–0 | 0–2 | 0–0 | 1–0 | 0–0 | 0–1 | 5–1 | 1–1 |
| Dnyapro Mahiljov    | 0–2 | 1–3 | 2–1 | 1–0 |     | 1–5 | 1–0 | 0–0 | 3–0 | 0–2 | 3–1 | 0–0 |
| FK Minszk           | 0–0 | 3–1 | 1–1 | 0–2 | 2–1 |     | 3–1 | 3–1 | 3–0 | 0–2 | 2–1 | 5–1 |
| Naftan Navapolack   | 0–2 | 4–0 | 3–1 | 0–2 | 5–0 | 0–0 |     | 4–1 | 1–0 | 0–2 | 1–1 | 0–0 |
| Nyoman Hrodna       | 0–5 | 2–2 | 0–0 | 0–1 | 1–2 | 0–1 | 0–0 |     | 0–1 | 0–0 | 0–0 | 0–0 |
| Partizan Minszk     | 1–1 | 1–2 | 0–3 | 0–2 | 1–0 | 1–4 | 1–1 | 0–4 |     | 0–2 | 2–3 | 0–2 |
| Sahcjor Szalihorszk | 0–0 | 1–1 | 2–0 | 2–4 | 0–0 | 1–0 | 0–0 | 4–1 | 1–0 |     | 4–1 | 1–1 |
| Tarpeda Zsodzina    | 0–1 | 1–2 | 0–1 | 2–0 | 2–3 | 0–4 | 1–4 | 2–0 | 2–2 | 1–1 |     | 0–4 |
| FK Vicebszk         | 0–0 | 0–0 | 0–1 | 3–1 | 1–1 | 0–3 | 4–2 | 2–2 | 0–1 | 1–3 | 0–2 |     |

Forrás: football.by (oroszul) 
1A hazai csapatok a bal oldali oszlopban szerepelnek.
Színek: Zöld = hazai győzelem; Sárga = döntetlen; Piros = vendéggyőzelem.
 

### 23–33. forduló eredményei
| Hazai \ Vendég1     | BAT | BEL | DBR | DMI | DNY | MIN | NAF | NYO | PMI | SAH | TZS | VIC |
| BATE Bariszav       |     |     | 2–0 | 4–0 |     | 2–1 | 1–0 |     |     | 1–2 |     |     |
| Belsina Babrujszk   | 1–3 |     |     |     | 1–1 | 2–0 | 1–1 |     |     | 1–3 | 1–1 |     |
| Dinama Breszt       |     | 2–0 |     |     |     |     |     | 2–1 | 4–0 |     | 3–1 | 2–0 |
| Dinama Minszk       |     | 4–0 | 2–0 |     | 2–1 |     |     | 1–0 | 5–1 |     |     | 0–2 |
| Dnyapro Mahiljov    | 2–3 |     | 1–1 |     |     | 3–0 |     | 1–0 |     |     | 0–1 |     |
| FK Minszk           |     |     | 2–2 | 0–0 |     |     | 2–0 | 2–0 |     | 1–2 |     |     |
| Naftan Navapolack   |     |     | 1–0 | 2–0 | 1–2 |     |     | 2–1 | 4–4 | 1–0 |     |     |
| Nyoman Hrodna       | 1–1 | 2–0 |     |     |     |     |     |     | 2–0 |     | 2–1 | 3–0 |
| Partizan Minszk     | 1–1 | 0–0 |     |     | 4–3 | 1–3 |     |     |     |     | 1–0 | 0–1 |
| Sahcjor Szalihorszk |     |     | 1–1 | 3–0 | 3–2 |     |     | 0–1 | 4–0 |     |     | 2–1 |
| Tarpeda Zsodzina    | 1–1 |     |     | 3–1 |     | 1–1 | 0–2 |     |     | 0–1 |     |     |
| FK Vicebszk         | 1–6 | 0–2 |     |     | 1–1 | 1–3 | 2–0 |     |     |     | 0–1 |     |

Forrás: football.by (oroszul) 
1A hazai csapatok a bal oldali oszlopban szerepelnek.
Színek: Zöld = hazai győzelem; Sárga = döntetlen; Piros = vendéggyőzelem.
 

## Góllövőlista
Forrás: football.by Archiválva 2011. július 21-i dátummal a Wayback Machine-ben (oroszul).
15 gólos
- Renan Bressan (BATE Bariszav)

12 gólos
- Dzmitrij Kavaljonak (Nyoman Hrodna)

11 gólos
- Andrej Razin (FK Minszk)

10 gólos
- Dzmitrij Aszipenka (FK Minszk)
- Mikalaj Janus (Dinama Breszt)

9 gólos
- Andrej Serjakov (FK Minszk)
- Uladzimir Jurcsanka (Dnyapro Mahiljov)
- Makszim Szkavis (BATE Bariszav)
- Alekszandr Alumona (BATE Bariszav és Sahcjor Szalihorszk)
- Pavel Szitko (Sahcjor Szalihorszk)
- Szjarhej Kiszljak (Dinama Minszk)
- Artur Ljavicki (Tarpeda Zsodzina)
- Dzmitrij Mazalevszki (Dinama Breszt)

## Osztályozó

### 1. mérkőzés
| 2010. november 25. |

| SZKVICS Minszk | 1–3 | Tarpeda Zsodzina |
| -------------- | --- | ---------------- |
|                |     |                  |

| Minszk |

### 2. mérkőzés
| 2010. november 28. |

| Tarpeda Zsodzina | 0–0 | SZKVICS Minszk |
| ---------------- | --- | -------------- |
|                  |     |                |

| Zsodzina |

Az osztályozót a Tarpeda Zsodzina nyerte 3–1-es összesítéssel, így megtarthatta élvonalbeli tagságát.

## Nemzetközikupa-szereplés

### Eredmények
| Csapat           | Kupa            | Forduló          | Ellenfél            | 1. mérk. | 2. mérk. | Össz. |
| ---------------- | --------------- | ---------------- | ------------------- | -------- | -------- | ----- |
| BATE Bariszav    | Bajnokok Ligája | 2. selejtezőkör  | FH                  | 5–1      | 1–0      | 6–1   |
| BATE Bariszav    | Bajnokok Ligája | 3. selejtezőkör  | FC København        | 0–0      | 2–3      | 2–3   |
| BATE Bariszav    | Európa-liga     | Rájátszás        | Marítimo            | 3–0      | 2–1      | 5–1   |
| BATE Bariszav    | Európa-liga     | Csoportkör       | Dinamo Kijiv        | 2–2      | 2–2      | 2–2   |
| BATE Bariszav    | Európa-liga     | Csoportkör       | AZ                  | 4–1      | 4–1      | 4–1   |
| BATE Bariszav    | Európa-liga     | Csoportkör       | Sheriff Tiraspol    | 1–0      | 1–0      | 1–0   |
| BATE Bariszav    | Európa-liga     | Csoportkör       | Sheriff Tiraspol    | 3–1      | 3–1      | 3–1   |
| BATE Bariszav    | Európa-liga     | Csoportkör       | Dinamo Kijiv        | 1–4      | 1–4      | 1–4   |
| BATE Bariszav    | Európa-liga     | Csoportkör       | AZ                  | 0–3      | 0–3      | 0–3   |
| BATE Bariszav    | Európa-liga     | 16 közé jutásért | Paris Saint-Germain | 2–2      | 0–0      | 2–2   |
| Dinama Minszk    | Európa-liga     | 2. selejtezőkör  | Sillamäe Kalev      | 5–1      | 5–0      | 10–1  |
| Dinama Minszk    | Európa-liga     | 3. selejtezőkör  | Makkabi Haifa       | 0–1      | 3–1      | 3–2   |
| Dinama Minszk    | Európa-liga     | Rájátszás        | Club Brugge         | 1–2      | 2–3      | 3–5   |
| Dnyapro Mahiljov | Európa-liga     | 1. selejtezőkör  | KF Laçi             | 1–1      | 7–1      | 8–2   |
| Dnyapro Mahiljov | Európa-liga     | 2. selejtezőkör  | Stabæk              | 2–2      | 1–1      | 3–3   |
| Dnyapro Mahiljov | Európa-liga     | 3. selejtezőkör  | Baník Ostrava       | 1–0      | 2–1      | 3–1   |
| Dnyapro Mahiljov | Európa-liga     | Rájátszás        | Villarreal CF       | 0–5      | 1–2      | 1–7   |
| Tarpeda Zsodzina | Európa-liga     | 1. selejtezőkör  | Fylkir              | 3–0      | 3–1      | 6–1   |
| Tarpeda Zsodzina | Európa-liga     | 2. selejtezőkör  | OFK Beograd         | 2–2      | 0–1      | 2–3   |

Megjegyzés: Az eredmények minden esetben a fehérorosz labdarúgócsapatok szemszögéből értendőek, a dőlten írt mérkőzéseket pályaválasztóként játszották.

### UEFA-együttható
A nemzeti labdarúgó-bajnokságok UEFA-együtthatóját a fehérorosz csapatok Bajnokok Ligája-, és Európa-liga-eredményeiből számítják ki. Fehéroroszország a 2010–11-es bajnoki évben 5,875 pontot szerzett, ezzel a 13. helyen zárt.
| Csapat           | SGY | SD | SV | GY | D | V | Bónusz | Pont   | Átlag |
| ---------------- | --- | -- | -- | -- | - | - | ------ | ------ | ----- |
| BATE Bariszav    | 4   | 1  | 1  | 3  | 3 | 2 | 0,000  | 13,500 |       |
| Dinama Minszk    | 3   | 0  | 3  | 0  | 0 | 0 | 0,000  | 3,000  |       |
| Dnyapro Mahiljov | 3   | 3  | 2  | 0  | 0 | 0 | 0,000  | 4,500  |       |
| Tarpeda Zsodzina | 2   | 1  | 1  | 0  | 0 | 0 | 0,000  | 2,500  |       |
| Összesen         | 12  | 5  | 7  | 3  | 3 | 2 | 0,000  | 23,500 | 5,875 |

## Külső hivatkozások
- Hivatalos oldal (oroszul)
- Eredmények és tabella a Soccerwayen (angolul)
- Eredmények és tabella az rsssf.com-on (angolul)